# Packebusch
Packebusch ist Ortsteil und Ortschaft der Stadt Kalbe (Milde) im Altmarkkreis Salzwedel in Sachsen-Anhalt.

## Geographie

### Lage
Packebusch, ein Straßenangerdorf mit Kirche auf dem Anger, liegt im Zentrum der Altmark, etwa 20 Kilometer südöstlich der Kreisstadt Salzwedel am Rande des Kalbeschen Werders.

### Ortschaftsgliederung
Zur Ortschaft Packebusch gehören die Ortsteile Packebusch und Hagenau.

## Geschichte

### Mittelalter bis Neuzeit
Packebusch wird 1324 erstmals urkundlich als Pokebusch erwähnt, als Hans und Heinecke von Kröcher das Schloss Kalbe mit den zugehörigen Dörfern an Albrecht von Alvensleben verkaufen. Weitere Nennungen sind 1464 de kerke to Pakebusch, 1473 pakebusch, 1541 Backepusch, 1687 Packebusch, 1753 Pakkebusch und 1804 Pakebusch, Dorf mit Lehnschulze, Rademacher, Schmiede, Krug und Windmühle.
Bei der Bodenreform wurden 1945 ermittelt: 54 Besitzungen unter 100 Hektar hatten zusammen 889 Hektar, eine Kirchenbesitzung umfasste 11 Hektar Land. Im Jahre 1955 entstand die erste Landwirtschaftliche Produktionsgenossenschaft, die LPG Typ III „Mitschurin“.

### Herkunft des Ortsnamens
Heinrich Sültmann leitet aus den Ortsnamen 1324 pokebusch, 1421 bockenbusch, 1541 backebusch die Übersetzung Buchenbusch ab. Auf drei Seiten des Dorfes erstreckten sich einst Buchenwälder.
Jürgen Udolph führt den Ortsnamen auf einen slawischen Personennamen „Pakobud“ zurück.

### Eingemeindungen
Ursprünglich gehörte das Dorf zum Arendseeischen Kreis der Mark Brandenburg in der Altmark. Zwischen 1807 und 1813 lag der Ort im Kanton Kalbe auf dem Territorium des napoleonischen Königreichs Westphalen. Nach weiteren Änderungen gehörte die Gemeinde ab 1816 zum Kreis Salzwedel, dem späteren Landkreis Salzwedel.
Am 25. Juli 1952 wurde Packebusch in den Kreis Kalbe (Milde) umgegliedert. Am 1. Januar 1988 wurde die Gemeinde dem Kreis  Salzwedel zugeordnet. Am 1. Juli 1994 kam sie zum Altmarkkreis Salzwedel.
Bis Ende 2009 bildete Packebusch mit dem Ortsteil Hagenau (am 1. August 1973 eingemeindet) eine eigenständige Gemeinde, die Mitglied der Verwaltungsgemeinschaft Arendsee-Kalbe war.
In einer Vereinbarung beschlossen die Gemeinderäte der Gemeinden Stadt Kalbe (Milde), Brunau, Engersen, Jeetze, Kakerbeck, Packebusch und Vienau, dass ihre Gemeinden aufgelöst und zur neuen Stadt Kalbe (Milde) vereinigt werden. Diese Gebietsänderung wurde vom Landkreis als unterer Kommunalaufsichtsbehörde genehmigt und trat am 1. Januar 2010 in Kraft.
Nach Umsetzung der Vereinigungsvereinbarung der bisher selbstständigen Gemeinde Packebusch wurden Packebusch und Hagenau Ortsteile der neuen Stadt Kalbe (Milde). Für die eingeflossene Gemeinde wurde die Ortschaftsverfassung nach den §§ 86 ff. Gemeindeordnung Sachsen-Anhalt eingeführt. Die aufgenommene Gemeinde Packebusch und künftigen Ortsteile Packebusch und Hagenau wurden zur Ortschaft der neuen Stadt Kalbe (Milde). In der eingeflossenen Gemeinde und nunmehrigen Ortschaft Packebusch wurde ein Ortschaftsrat mit sieben Mitgliedern einschließlich Ortsbürgermeister gebildet.

### Einwohnerentwicklung
| Jahr | Einwohner |
| ---- | --------- |
| 1734 | 246       |
| 1774 | 199       |
| 1789 | 174       |
| 1798 | 264       |
| 1801 | 202       |
| 1818 | 181       |
| 1840 | 318       |
| 1864 | 443       |

| Jahr | Einwohner |
| ---- | --------- |
| 1871 | 449       |
| 1885 | 488       |
| 1892 | [00]492   |
| 1895 | 548       |
| 1900 | [00]543   |
| 1905 | 580       |
| 1910 | [00]602   |
| 1925 | 579       |

| Jahr | Einwohner |
| ---- | --------- |
| 1939 | 526       |
| 1946 | 811       |
| 1971 | 517       |
| 1981 | 543       |
| 1993 | 475       |
| 2006 | 395       |
| 2008 | 380       |
| 2015 | 255       |

| Jahr | Einwohner |
| ---- | --------- |
| 2016 | 252       |
| 2017 | 246       |
| 2018 | 251       |
| 2020 | [00]248   |
| 2021 | [00]245   |
| 2022 | [0]244    |
| 2023 | [0]239    |

Quelle, wenn nicht angegeben, bis 2006 und 2015 bis 2018

## Religion
Die evangelische Kirchengemeinde Packebusch, die früher zur Pfarrei Packebusch gehörte, wird heute betreut vom Pfarrbereich Fleetmark-Jeetze im Kirchenkreis Salzwedel im Bischofssprengel Magdeburg der Evangelischen Kirche in Mitteldeutschland. Die ältesten überlieferten Kirchenbücher für Packebusch stammen aus dem Jahre 1646.
Die katholischen Christen gehören zur Pfarrei St. Anna in Stendal im Dekanat Stendal im Bistum Magdeburg.

## Politik

### Ortsbürgermeister
Otto Wienecke ist Ortsbürgermeister der Ortschaft Packebusch. Er war auch letzter Bürgermeister der Gemeinde.

### Ortschaftsrat
Die Ortschaftsratswahl am 26. Mai 2019 lieferte folgende Sitzverteilung:
- Wählergemeinschaft FFW Packebusch: 7 Sitze
- ein Einzelbewerber: kein Sitz

Gewählt wurden 2 Ortschaftsrätinnen und 5 Räte.

## Kultur und Sehenswürdigkeiten

### Bauwerke
- Die evangelische Kirche von Packebusch ist eine stattliche, im Kern spätromanische Feldstein-Saalkirche mit Westquerturm von 1900. Im Zuge eines umfassenden Umbaus der Kirche nach den Plänen des Kreisbaumeisters Pflughaupt im Jahre 1865 wurden der quadratische Chor abgerissen, das Kirchenschiff nach Osten verlängert, der Eingang von der Süd- zur Westseite verlegt, eine polygonale Apsis eingebaut, die Traufen erhöht, ein Rundbogenfries angebracht und ein großes Rundbogenfenster eingefügt. 1972 wurde der Kirchenraum saniert.[23]

- Sehenswert sind die Wohnhäuser in Fachwerkbauweise im typischen Stil der Altmark sowie alte Kopflinden in der Dorfstraße. Als Überbleibsel aus der Zeit des Lehm- und Tonabbaus werden die Restlöcher heute als Biotop genutzt. Um einen Badeteich befindet sich ein Naherholungsgebiet mit Zeltplatz.[24]

### Gedenkstätten
- Grabstätte auf dem Ortsfriedhof für einen namentlich bekannten Polen, der während des Zweiten Weltkriegs nach Deutschland verschleppt und ein Opfer von Zwangsarbeit wurde
- In Packebusch steht vor der Kirche ein Denkmal für die Gefallenen des Ersten und Zweiten Weltkrieges.[25]

## Wirtschaft und Infrastruktur

### Öffentliche Einrichtungen
- Dorfgemeinschaftshaus Packebusch[24]

### Verkehr
Der Bahnhof Brunau-Packebusch südwestlich des Dorfes gelegen, befindet sich an der Bahnstrecke Stendal–Uelzen. Die Bundesstraße 190 ist etwa 15 Kilometer entfernt bei Arendsee zu erreichen.
Es verkehren Linienbusse und Rufbusse der Personenverkehrsgesellschaft Altmarkkreis Salzwedel.

## Sagen aus Packebusch

### Der Kelch im Elsternest
Im Jahre 1753 berichtete Beckmann über einen 1541 gefertigten Abendmahlskelch, der in 9 Stücke auseinandergenommen werden kann. Im Dreißigjährigen Krieg wurde er in „einen erhabenen baum in ein Elsternest geleget“. Nach dem Ende des Krieges konnte er wieder geborgen werden. Der Baum stand neben dem Pfarrhaus. Es soll eine Esche oder eine Linde gewesen sein.

### Der Eichenwald bei Packebusch
Der Lehrer Lehrmann überlieferte 1908 die Sage aus der mündlichen Überlieferung eines Herrn Nahrstedt. Vor über 100 Jahren gab es einen Misswuchs. Die Einwohner des Dorfes litten Hunger. Sie baten die gnädige Frau, die Besitzerin des adeligen Gutes, für das sie Frondienste zu leisten hatten, um Herausgabe von Brot und Saatkorn. Sie sagte zu, unter der Bedingung, das halbe Gemeindeland selbst anbauen und besäen zu dürfen. Im Frühling ließ die Gutsherrin das Land beackern und säte Eicheln statt Getreide. Bald bedeckte ein Eichenwald die Hälfte des früheren Gemeindelandes, das durch diese List in den Besitz der Gutsherrin gelangt war. Noch zur Zeit der Separation soll Packebusch viele Morgen Eichenwald besessen haben.

## Persönlichkeiten
- Bernd Sennecke (* 7. Februar 1950), Politiker (CDU) und Mitglied des Landtages von Sachsen-Anhalt
- Uwe Rosenthal (* 23. April 1950), Chemiker und Hochschullehrer
- Friedrich-Wilhelm Ulrich (* 20. Oktober 1953), Ruderer, Olympiasieger 1976 und 1980 im Zweier mit Steuermann
- Emil Schnell (* 10. November 1953), letzter Minister für Post- und Fernmeldewesen der DDR und MdB
- Hans-Jörg Krause (* 28. Januar 1954), Politiker (Die Linke) und Mitglied des Landtages von Sachsen-Anhalt